# هیروشی وچیای
هیروشی وچیای (به انگلیسی: Hiroshi Ochiai) بازیکن فوتبال اهل ژاپن و عضو تیم ملی فوتبال ژاپن است که در تاریخ ۰۷ سپتامبر ۱۹۷۴ میلادی اولین بازی ملی‌اش را انجام داد. او در ۶۳ بازی ملی حضور داشت و آخرین بازی ملی خود را در تاریخ ۲ آوریل ۱۹۸۰ میلادی انجام داد. هیروشی وچیای در بازی‌های ملی‌اش
۹ گل به ثمر رساند.